# 萨特卡尼亚乌帕齐拉
萨特卡尼亚乌帕齐拉是孟加拉国吉大港专区吉大港县的一个乌帕齐拉。面积为280.99平方公里。